# Quint Eli Tuberó (tribú 133 aC)
Quint Eli Tuberó (en llatí Quintus Aelius Tubero) va ser un magistrat i jurista romà. L'anomenaven "l'Estoic". Va ser fill de Quint Eli Tuberó (militar), que era gendre de Luci Emili Paule.
Era deixeble del filòsof estoic grec Paneci de Rodes. Tenia fama d'intel·ligent i de posseir grans coneixements legals. Va ser contemporani dels Gracs i tribú de la plebs el 133 aC, any en què Tiberi Semproni Grac era també tribú.
L'any 129 aC es va presentar a pretor i no va sortir elegit, però sí que ho va ser el 123 aC. Va ser probablement candidat a cònsol sense ser elegit, però segurament era cònsol sufecte el 118 aC. Igual que es va oposar a Tiberi Grac, després es va oposar al seu germà Gai Semproni Grac, i va pronunciar alguns discursos contra ells.
Tuberó és un dels interlocutors en el diàleg de La República de Ciceró.